# Dendroxena
Dendroxena (лат.) — род жуков из семейства мертвоедов.

## Описание
Продолговато-овальные жуки с уплощенным телом. Голова чёрная. Передний края верхней губы с вырезкой. Окраска верха тела преимущественно жёлтая с чёрными пятнами на надкрыльях. Центральная часть переднеспинки чёрная. Плечевые углы надкрылий без зубчиков.
Питаются гусеницами чешуекрылых и прямокрылых. В течение года развивается одно поколение.

## Классификация
В состав рода включают два вида:
- Dendroxena quadrimaculata (Scopoli, 1771)
- Dendroxena sexcarinata Motschulsky, 1861

## Распространение
Встречаются в Евразии. В Северную Африку (Алжир) и Северную Америку завезен Dendroxena quadrimaculata.